# 236
| Calendário gregoriano                                                        | 236 CCXXXVI                     |
| Ab urbe condita                                                              | 989                             |
| Calendário arménio                                                           | -316 – -315                     |
| Calendário bahá'í                                                            | -1608 – -1607                   |
| Calendário budista                                                           | 780                             |
| Calendário chinês                                                            | 2932 – 2933                     |
| Calendário copta                                                             | -48 – -47                       |
| Calendário etíope                                                            | 228 – 229                       |
| Calendários hindus - Vikram Samvat - Calendário nacional indiano - Cáli Iuga | 291 – 292 157 – 158 3336 – 3337 |
| Calendário Holoceno                                                          | 10236                           |
| Calendário islâmico                                                          | 398 BH – 397 BH                 |
| Calendário judaico                                                           | 3996 – 3997                     |
| Calendário persa                                                             | 386 BP – 385 BP                 |
| Calendário rúnico                                                            | 486                             |
| Calendário solar tailandês                                                   | 779                             |

236 (CCXXXVI na numeração romana) foi um ano bissexto do século II do Calendário Juliano, da Era de Cristo, as suas letras dominicais foram C e B (52 semanas), teve início numa sexta-feira e término num sábado
| Ano completo                          |
| ------------------------------------- |
| Ano bissexto com início à sexta-feira |

## Eventos
- 10 de Janeiro - Eleito o Papa Fabiano, 20º papa, que sucedeu ao Papa Antero.

## Mortes
- Papa Antero, 19º papa.